# Strada statale 667 di Caerano
La ex strada statale 667 di Caerano (SS 667), ora strada provinciale 667 di Caerano (SP 667), è stata una strada statale italiana che collega Castelfranco Veneto a Nogaré e, più in generale, all'area montelliana.
La strada si dirama dalla ex strada statale 53 Postumia, tocca Vallà, Caselle, Caerano di San Marco e si innesta con la ex strada statale 348 Feltrina a Nogaré.

## Storia
La strada statale 667 venne istituita col decreto del Ministro dei lavori pubblici n. 39 del 14 febbraio 1992, mutuando il percorso della strada provinciale 6 (SP 6) e strada provinciale (SP 16), con i seguenti capisaldi d'itinerario: "Innesto con la strada statale n. 53  presso  Castelfranco  Veneto  -
Caerano  - S. Marco - Innesto con la strada statale n. 348 a Nogaré".
In seguito al decreto legislativo n. 112 del 1998, dal 1º ottobre 2001, la gestione è passata dall'ANAS alla Regione Veneto che ha provveduto al trasferimento al demanio della Provincia di Treviso; dal 20 dicembre 2002 la gestione della tratta è passata alla società Veneto Strade.

## Tabella del percorso dettagliata
| di Caerano | |       |                       |
| Tipo       | Indicazione | ↓km↓  | Comune                |
|            | Piazza Giorgione Castello/Mura di Castelfranco Veneto Castellana Rosà - Piombino Dese - Trebaseleghe - Scorzè - Mestre                         | - 1,2 | Castelfranco Veneto   |
|            | Via Romanina Via Regina Cornaro | - 1   | Castelfranco Veneto   |
|            | Via dei Carpani | - 0,5 | Castelfranco Veneto   |
|            | Postumia Vicenza - Cittadella - Treviso - Oderzo - Portogruaro                                                                                 | 0     | Castelfranco Veneto   |
|            | Via Postioma VIa Ponte di Legno | 0,5   | Castelfranco Veneto   |
|            | Chiozza Castello di Godego | 2,5   | Riese Pio X           |
|            | Vallà Pradazzi Riese Pio X - Asolo - Castelcucco - Possagno                                                                                    | 2,8   | Riese Pio X           |
|            | Via Aurelia | 3,7   | Riese Pio X           |
|            | Superstrada Pedemontana Veneta - Casello di Montebelluna Ovest - Altivole Cendròle Loria - Riese Pio X Via Schiavonesca                        | 6,6   | Altivole              |
|            | Casella d'Asolo - Altivole - Fanzolo - San Floriano                                                                                            | 8     | Altivole              |
|            | di Altivole Altivole Zona industriale di Altivole                                                                                              | 10,7  | Caerano di San Marco  |
|            | Callarga Posmon - Montebelluna | 11,1  | Caerano di San Marco  |
|            | Zona industriale di Caerano di San Marco Via Camillo Benso Conte di Cavour                                                                     | 12,9  | Caerano di San Marco  |
|            | Schiavonesca Marosticana Marostica - Bassano - Asolo - Volpago - Nervesa                                                                       | 13,7  | Caerano di San Marco  |
|            | Zona industriale SUD di Cornuda | 16,4  | Cornuda               |
|            | Via Feltrina Cornuda Zona industriale di Nogaré (fraz. Crocetta)                                                                               | 17,3  | Cornuda               |
|            | Feltrina Feltre - Quero - Montebelluna - Treviso del Cristo Nogaré Centro Commerciale Crocetta Zona artigianale Nogaré EX PIP (fraz. Crocetta) | 17,6  | Crocetta del Montello |